# Talkin' About You
Talkin' About You è un album discografico in studio della Nat Adderley Quintet, pubblicato nel 1991 dall'etichetta Landmark Records.

## Tracce
Lato A
1. Talkin' About You, Cannon – 8:52 (Nat Adderley)
2. I Can't Give You Anything But Love – 7:03 (Dorothy Fields, Jimmy McHugh)
3. Arriving Soon – 7:19 (Eddie Cleanhead Vinson)
4. Plum Street – 5:55 (Nat Adderley)
5. Azul Serape – 9:21 (Victor Feldman)
6. Ill Wind – 5:42 (Ted Koehler, Harold Arlen)
7. Mo's Theme – 5:42 (Rob Bargad)
8. Big P – 7:22 (Jimmy Heath)

Durata totale: 57:16

## Musicisti
- Nat Adderley - cornetta, produttore
- Vincent Herring - sassofono alto
- Rob Bargad - pianoforte
- Walter Booker - contrabbasso
- Jimmy Cobb - batteria